# Major League Soccer (2010)
Major League Soccer w roku 2010 był piętnastym sezonem tych rozgrywek. Po raz pierwszy w historii mistrzem MLS został klub Colorado Rapids, natomiast wicemistrzem FC Dallas.

## Sezon zasadniczy

### Konferencja Wschodnia
| #  | Drużyna                | M  | Z  | R | P  | Bramki | Punkty | Uwagi    |
| -- | ---------------------- | -- | -- | - | -- | ------ | ------ | -------- |
| 1. | New York Red Bulls     | 30 | 15 | 6 | 9  | 38:29  | 51     | Play Off |
| 2. | Columbus Crew          | 30 | 14 | 8 | 8  | 40:34  | 50     | Play Off |
| 3. | Kansas City Wizards    | 30 | 11 | 6 | 13 | 36:35  | 39     |          |
| 4. | Chicago Fire           | 30 | 9  | 9 | 12 | 37:38  | 36     |          |
| 5. | Toronto FC             | 30 | 9  | 8 | 13 | 33:41  | 35     |          |
| 6. | New England Revolution | 30 | 9  | 5 | 16 | 32:50  | 32     |          |
| 7. | Philadelphia Union     | 30 | 8  | 7 | 15 | 35:49  | 31     |          |
| 8. | D.C. United            | 30 | 6  | 4 | 20 | 21:47  | 22     |          |

### Konferencja Zachodnia
| #  | Drużyna              | M  | Z  | R  | P  | Bramki | Punkty | Uwagi    |
| -- | -------------------- | -- | -- | -- | -- | ------ | ------ | -------- |
| 1. | Los Angeles Galaxy   | 30 | 18 | 5  | 7  | 44:26  | 59     | Play Off |
| 2. | Real Salt Lake       | 30 | 15 | 11 | 4  | 45:20  | 56     | Play Off |
| 3. | FC Dallas            | 30 | 12 | 14 | 4  | 42:28  | 50     | Play Off |
| 4. | Seattle Sounders FC  | 30 | 14 | 6  | 10 | 39:35  | 48     | Play Off |
| 5. | Colorado Rapids      | 30 | 12 | 10 | 8  | 44:32  | 46     | Play Off |
| 6. | San Jose Earthquakes | 30 | 13 | 7  | 10 | 34:33  | 46     | Play Off |
| 7. | Houston Dynamo       | 30 | 9  | 6  | 15 | 40:49  | 33     |          |
| 8. | Chivas USA           | 30 | 8  | 4  | 18 | 31:45  | 28     |          |

Aktualne na 8 kwietnia 2018. Źródło:
Zasady ustalania kolejności: 1. liczba zdobytych punktów; 2. różnica zdobytych bramek; 3. większa liczba zdobytych bramek.

## Play off
W ćwierćfinale rozgrywano dwumecze, nie obowiązywała zasada bramek na wyjeździe. Półfinały i finał rozgrywano w formie pojedynczego meczu. Gdy rywalizacja w dwumeczu ćwierćfinałowym jak i w meczach półfinałowych lub finałowym był remis, rozgrywano dogrywkę 2 x 15 minut.

### Ćwierćfinał

#### Para nr 1
| 130 października 2010 | San Jose Earthquakes  | 0:1   | New York Red Bulls                                        |                                                                           |
| 19:00 PDT             |                       | (0:0) | 56' Joel Lindpere                                         | Stevens Stadium, Santa Clara, Kalifornia Widzów: 10 525 Sędzia: Paul Ward |
| 19:00 PDT             | Chris Wondolowski 65' | (0:0) | 46' Mehdi Ballouchy · 71' Roy Miller · 83' Bouna Coundoul | Stevens Stadium, Santa Clara, Kalifornia Widzów: 10 525 Sędzia: Paul Ward |

| 24 listopada 2010 | New York Red Bulls                  | 1:3   | San Jose Earthquakes                         |                                                                         |
| 20:00 EDT         | Juan Pablo Ángel 78'                | (0:1) | 8', 76' Bobby Convey · 81' Chris Wondolowski | Red Bull Arena, Harrison, New Jersey Widzów: 22 839 Sędzia: Mark Geiger |
| 20:00 EDT         | 32' Ramiro Corrales · 81' Jon Busch | (0:1) |                                              | Red Bull Arena, Harrison, New Jersey Widzów: 22 839 Sędzia: Mark Geiger |

Dwumecz wygrało San Jose Earthquakes wynikiem 3:2.

#### Para nr 2
| 128 października 2010 | Colorado Rapids       | 1:0   | Columbus Crew     |                                                                                         |
| 19:00 MDT             | Pablo Mastroeni 23'   | (1:0) |                   | Dick's Sporting Goods Park, Commerce City, Kolorado Widzów: 11 872 Sędzia: Jair Marrufo |
| 19:00 MDT             | Pablo Mastroeni 90+2' | (1:0) | 57' Brian Carroll | Dick's Sporting Goods Park, Commerce City, Kolorado Widzów: 11 872 Sędzia: Jair Marrufo |

| 26 listopada 2010 | Columbus Crew                                                                                                  | 2:1 k. 4:5    | Colorado Rapids                                                                    |                                                                              |
| 16:00 EDT         | Eddie Gaven 22' · Robbie Rogers 70'                                                                            | (1:0, k. 4:5) | 84' Conor Casey                                                                    | Columbus Crew Stadium, Columbus, Ohio Widzów: 10 322 Sędzia: Michael Kennedy |
| 16:00 EDT         | Guillermo Barros Schelotto 31' · Emmanuel Ekpo 52' · Brian Carroll 56' · Shaun Francis 64' · Robbie Rogers 70' | (1:0, k. 4:5) | 38' Brian Mullan · 48' Conor Casey                                                 | Columbus Crew Stadium, Columbus, Ohio Widzów: 10 322 Sędzia: Michael Kennedy |
| 16:00 EDT         | · Guillermo Barros Schelotto · Jason Garey · Eddie Gaven · Eric Brunner · Brian Carroll                        | Rzuty karne   | · Conor Casey · Macoumba Kandji · Jeff Larentowicz · Claudio López · Julien Baudet | Columbus Crew Stadium, Columbus, Ohio Widzów: 10 322 Sędzia: Michael Kennedy |

W dwumeczu padł remis 2:2. O awansie zdecydował konkurs rzutów karnych który wygrało Colorado Rapids wynikiem 5:4.

#### Para nr 3
| 130 października 2010 | FC Dallas                                                  | 2:1   | Real Salt Lake                              |                                                                   |
| 16:00 CDT             | Jeff Cunningham 44' · Eric Avila 88'                       | (1:1) | 5' Fabián Espíndola                         | Pizza Hut Park, Frisco, Teksas Widzów: 11 003 Sędzia: Kevin Stott |
| 16:00 CDT             | Jair Benítez 25' · Daniel Hernández 49' · Atiba Harris 75' | (1:1) | 46' Andy Williams · 49', 69' Javier Morales | Pizza Hut Park, Frisco, Teksas Widzów: 11 003 Sędzia: Kevin Stott |

| 26 listopada 2010 | Real Salt Lake                                          | 1:1   | FC Dallas                         |                                                                               |
| 20:00 MDT         | Robbie Findley 79'                                      | (0:1) | 17' Dax McCarty                   | Rio Tinto Stadium, Salt Lake City, Utah Widzów: 19 324 Sędzia: Jorge González |
| 20:00 MDT         | Jámison Olave 25' · Ned Grabavoy 29' · Nat Borchers 34' | (0:1) | 27' Marvin Chávez · 84' Zach Loyd | Rio Tinto Stadium, Salt Lake City, Utah Widzów: 19 324 Sędzia: Jorge González |

Dwumecz wygrało FC Dallas wynikiem 3:2.

#### Para nr 4
| 131 października 2010 | Seattle Sounders                       | 0:1   | Los Angeles Galaxy                                    |                                                                   |
| 17:00 PDT             |                                        | (0:1) | 38' Edson Buddle                                      | Qwest Field, Seattle, Waszyngton Widzów: 35 521 Sędzia: Alex Prus |
| 17:00 PDT             | Fredy Montero 49' · Blaise Nkufo 90+4' | (0:1) | 48' Juninho · 65' Dema Kovalenko · 82' Jovan Kirovski | Qwest Field, Seattle, Waszyngton Widzów: 35 521 Sędzia: Alex Prus |

| 27 listopada 2010 | Los Angeles Galaxy                   | 2:1   | Seattle Sounders  |                                                                               |
| 18:00 PST         | Edson Buddle 19' · Omar Gonzalez 27' | (2:0) | 68' Steve Zakuani | Home Depot Center, Carson, Kalifornia Widzów: 27 000 Sędzia: Baldomero Toledo |
| 18:00 PST         | David Beckham 8'                     | (2:0) | 65' Patrick Ianni | Home Depot Center, Carson, Kalifornia Widzów: 27 000 Sędzia: Baldomero Toledo |

Dwumecz wygrało Los Angeles Galaxy wynikiem 3:1.

### Półfinał
| 113 listopada 2010 | Colorado Rapids   | 1:0 | San Jose Earthquakes |                                                                                           |
| 19:30 MST          | Kōsuke Kimura 42' |     |                      | Dick's Sporting Goods Park, Commerce City, Kolorado Widzów: 17 779 Sędzia: Jorge González |

| 214 listopada 2010 | Los Angeles Galaxy                                                                   | 0:3   | FC Dallas                                                |                                                                           |
| 18:00 PST          |                                                                                      | (0:1) | 26' David Ferreira · 54' George John · 73' Marvin Chávez | Home Depot Center, Carson, Kalifornia Widzów: 27 000 Sędzia: Jair Marrufo |
| 18:00 PST          | Dema Kovalenko 31' · David Beckham 73' · Christopher Birchall 82' · Alex Cazumba 84' | (0:1) | 85' Zach Loyd                                            | Home Depot Center, Carson, Kalifornia Widzów: 27 000 Sędzia: Jair Marrufo |

### Finał
| 21 listopada 2010 | FC Dallas          | 1:2 (pd.)  | Colorado Rapids                                         |                                                            |
| 20:30 EST         | David Ferreira 35' | (0:1, 1:1) | 57' Conor Casey · 107' (sam.) George John               | BMO Field, Toronto Widzów: 21 700 Sędzia: Baldomero Toledo |
| 20:30 EST         | Jair Benítez 84'   | (0:1, 1:1) | 41' Anthony Wallace · 51' Jamie Smith · 84' Conor Casey | BMO Field, Toronto Widzów: 21 700 Sędzia: Baldomero Toledo |

{{Mecz}} Nieoczekiwana grafika: "miejsce".